# Nolaneae
Tribu
La tribu des Nolaneae regroupe des plantes de la sous-famille des Solanoideae dans la famille des Solanaceae. 

## Liste des genres
Selon NCBI (27 avr. 2016) :
- genre Nolana